# استیون ای. ریوکین
استیون ای. ریوکین (انگلیسی: Stephen E. Rivkin) تدوین‌گر و تهیه‌کننده فیلم اهل ایالات متحده آمریکا است. وی رئیس پیشین «انجمن تدوینگران سینمای آمریکا» بود.
از فیلم‌ها یا مجموعه‌های تلویزیونی که وی در آن‌ها نقش داشته است، می‌توان به آواتار، دزدان دریایی کارائیب: پایان جهان، دزدان دریایی کارائیب: صندوقچه مرد مرده، دزدان دریایی کارائیب: نفرین مروارید سیاه، علی، توفان، فقط تو، بلک‌هت و پسرعمویم وینی اشاره نمود.